# NGC 5619
NGC 5619, auch NGC 5619A genannt, ist eine 12,9 mag helle spiralförmige Radiogalaxie vom Hubble-Typ Sb im Sternbild Jungfrau und etwa 374 Millionen Lichtjahre von der Milchstraße entfernt.
Sie bildet zusammen mit den Nicht-NGC-Objekten IC 1016 (auch NGC 5619B) und PGC 51622 (auch NGC 5619C) eine gravitationell gebundene Dreiergalaxie und wurde am 10. April 1828 von John Herschel mit einem 18-Zoll-Spiegelteleskop entdeckt, der dabei „pB, S, R, vgbM“ notierte.